# Котлик (аэропорт)
Аэропорт Котлик (англ. Kotlik Airport), (ИАТА: KOT, ИКАО: PFKO, FAA LID: 2A9) — государственный гражданский аэропорт, расположенный в 1,85 километрах к западу от центрального делового района города Котлик (Аляска), США.
По данным статистики Федерального управления гражданской авиации США услугами аэропорта в 2007 году воспользовалось 4 117 человек, что на 14 % (3 654 человек) больше по сравнению с предыдущим годом.

## Операционная деятельность
Аэропорт Котлик занимает площадь в 75 гектар, расположен на высоте 5 метров над уровнем моря и эксплуатирует одну взлётно-посадочную полосу:
- 2/20 размерами 1348 x 30 метров с гравийным покрытием.